# Jessica Parratto
Jessica Parratto (Dover, 26 de junho de 1994) é uma saltadora estadunidense, medalhista olímpica.

## Carreira
Parratto conquistou a medalha de prata nos Jogos Olímpicos de Verão de 2020 em Tóquio na prova de plataforma 10 m sincronizado feminino, ao lado de Delaney Schnell, após somarem 310.80 nos cinco saltos.